# 小島燎成
小島 燎成（こじま りょうせい、1999年11月20日 - ）は、ジャパンラグビーリーグワンレッドハリケーンズ大阪に所属するラグビー選手。

## プロフィール
- 秋田県出身[1]。
- ポジションはプロップ(PR)[2]。
- 身長 183 cm、体重 121 kg

## 略歴
2018年、秋田工業高校卒業後、大東文化大学に入る。
2022年、NTTドコモレッドハリケーンズ大阪(現・レッドハリケーンズ大阪)に加入。
2024年3月3日に行われたJAPAN RUGBY LEAGUE ONE第1節浦安D-Rocks戦にて途中出場でリーグワン公式戦初出場を果たした。